# ليفينهوكيلة بحرية صفراء
ليفينهوكيلة بحرية صفراء (الاسم العلمي:Leeuwenhoekiella marinoflava) هي نوع من البكتيريا تتبع جنس الليفينهوكيلة من فصيلة نظيرات الصيفرية.